# Nishtigri Corona
La Nishtigri Corona è una struttura geologica della superficie di Venere.